# Magazinierung
Magazinierung oder Archivierung bedeutet die kontrollierte und systematische langfristige Speicherung von Dokumenten und Daten in einem Magazin, Archiv oder Depot. Dazu zählen auch die Aufbewahrung in elektronischer Form und die Lagerung archäologischer Funde.
Der Magazinierung geht die archivtechnische Aufbereitung des Archivguts voraus, um es „regalfertig“ zu machen. Diese praktischen Arbeitsvorgänge umfassen eine materielle Vorbereitung wie buchbinderische Schutzmaßnahmen oder Etikettierungen. Ausnahmen des Sammelmaterials, wie z. B. Miniaturbücher in Bibliotheken werden als sogenannte Kapselschriften gesondert magaziniert. In Museen können museale Objekte auch eine besondere Wartung durch Magaziner und Restauratoren erfordern.
Der Verband deutscher Archivarinnen und Archivare (VdA) unterscheidet hinsichtlich der archivarischen Fachaufgaben zwischen denen der Magazinierung und der technischen Bearbeitung von Archivgut.
Der Zugang zu den gesammelten Objekten erfolgt über während der Magazinierung vergebene Signaturen, die Rückschlüsse auf den genauen Aufbewahrungsort erlauben. Die Signaturenkunde gehört daher zu einem der Ausbildungsbereiche bei Information und Dokumentation. Die Kenntnis ehemaliger und aktueller Signaturen gehört zur elementaren Aufschlüsselung des Bestands einer Institution. Während der Stellplatz von Büchern als Monografien gut vorausberechenbar ist, kann dies von jährlich wachsenden benötigten Regalmetern bei Zeitschriften nicht gesagt werden. Aus der Magazinierung ergibt sich hier insbesondere eine Rolle bei der Platzbedarfsberechnung, die einen großen Anteil an der Gestaltung der Bibliotheks- und Museumsbauten hat. Hinzu kommen spezielle Anforderungen an Archiv- und Depoteinrichtung und Betrieb.
Magazinierung findet überall dort statt, wo Objekte gesammelt werden. Die bekanntesten Bereiche sind Bibliotheken, Museen und Archive, die neben den Möglichkeiten eines offenen Zugangs über Freihandbestände oder Ausstellungsräume ihr Bestandsgut in geschlossenen Stellräumen als Magazinaufstellung unterbringen. Speziell in Bibliotheksmagazinen und Archiven werden die Medien methodisch in der Reihenfolge ihres Eingangs fortlaufend nummeriert und angeordnet (Numerus Currens).
Die Archivgesetze des Bundes und der Länder regeln die Aufgaben der einzelnen Archive und bestimmen, welche Unterlagen jeweils verwahrt werden (vgl. § 3 Bundesarchivgesetz).